# Batalla de Wattignies
La batalla de Wattignies, librada en Wattignies-la-Victoire, Francia, entre el 15 y 16 de octubre de 1793 durante la guerra de la Primera coalición, dentro de las Guerras revolucionarias francesas. En ella el ejército francés al mando de los generales franceses Jean-Baptiste Jourdan y Lazare Carnot derrotó a las tropas del Archiducado de Austria, mandadas por el príncipe Josías de Coburgo. Esta victoria francesa obligó a Coburgo a retirar el sitio de Maubeuge, situada a nueve kilómetros al sureste de Wattignies, y replegarse hacia el este.

## Planificación
El 13 de septiembre, el Generalfeldmarschall del ejército de Coburgo había aceptado la rendición de la fortaleza de Le Quesnoy, defendida por 4.000 franceses. El ejército austriaco recorrió 24 km hacia el este y sitió Maubeuge y su guarnición de 20.000 hombres, al mando del general de división Jacques Ferrand, el 30 de septiembre. Coburgo asignó un ejército austro-neerlandés de 20.000 hombres dirigidos por Guillermo V de Orange-Nassau para ejecutar el asedio, mientras que las tropas de François Sébastien de Croix de Clerfayt cubrían la operación.
Coburgo dispuso las tropas de Clerfayt en el camino de Avesnes-Maubeug, en el sur 5.000 soldados se apostaron a orillas del Sambre y 9.000 soldados se situaron en el centro sobre una loma boscosa. Los 7000 hombres restantes defendían la meseta de Wattignies en el flanco izquierdo.
El ejército francés revolucionario se reunió en Avesnes-sur-Helpe, a 18 km al norte de Maubeuge.
El Comité de Salvación Pública consideró el ataque una fuerte amenaza, por lo que envió a Canot refuerzos a las órdenes de Jourdan. La larga línea de bosque permitió al ejército francés camuflarse. Los 14.000 hombre del flanco izquierdo, dirigidos por Jacques Pierre Fromentin, se trasladaron para atacar el oeste del ejército austriaco. En el flanco derecho los 16.000 hombres al mando de Florent Joseph Duquesnoy avanzaron hacia Wattignies en el este, mientras que los 13.000 hombres de Antoine Balland esperaban en el centro hasta que las otras columnas cumplieran su misión. En ese momento, Balland atacaría. Mientras tanto la guarnición de Maubeuge se ponía en marcha. Sin embargo, esta parte del programa fue abortado. Incluso sin la guarnición de Jourdan, los franceses tenían una superioridad numérica de dos hombres por cada uno austriaco. Pero los franceses eran los indisciplinados entusiastas de la batalla de Hondschoote (donde un mes antes habían vencido a ingleses y austriacos).

## 15 de octubre
El ataque francés avanzaba siempre que pudiera utilizar el terreno muerto de los valles. Pero cuando los republicanos alcanzaron las pendientes más suaves, las descargas de las tropas austriacas destrozaron a sus enjambres de hostigadores, y la caballería austriaca les golpeó en el flanco cabalgando contra ellos. El ataque central ordenado por Carnot, suponiendo que todo estaría bien en los flancos, fue prematuro. En la izquierda, su avance pasó por la pendiente aplastante. Pero cuando los franceses llegaron a la cima, se encontraron con una suave ladera en el lado opuesto, donde les esperaban los mejores soldados de Coburgo. Otra vez las descargas de las tropas y las cargas de la caballería austriaca hicieron retroceder a los franceses. El flanco derecho llegó pero Wattignies no resistió.

## 16 de octubre
El día anterior fue desastroso para las tropas de Jourdan y Carnot. De acuerdo con una versió,n Jourdan quería reforzar el flanco izquierdo pero Carnot, ingeniero, consideraba que la meseta de Wattignies era una posición clave y su opinión prevaleció.

El día 16 se produjo un nuevo ataque a la meseta, pues las tropas austriacas no habían recibido refuerzos y sus efectivos habían sido mermados la víspera. Ello hizo que la superioridad numérica de los franceses fuera aun mayor, por lo que -aun a pesar de la indisciplina de los franceses- consiguieron imponerse tomando la meseta y obligando a los austriacos a levantar el sitio a Maubeuge y retirarse hacia el este.